# فيليب تشابمان
فيليب كانيون تشابمان (بالإنجليزية: Philip Kenyon Chapman) (ولد في 5 مارس 1935) وهو أول رائد فضاء أمريكي-أسترالي المولد، خدم لخمسة سنوات في المجموعة السادسة لرواد فضاء وكالة ناسا الفضائية عام (1967).

## دراسته
ولد تشابمان في ملبورن في أستراليا، ثم انتقلت عائلته إلى مدينة سيدني، وأكمل دراسته الثانوية في ثانوية بارامانتا. وحصل على درجة البكالوريوس من كلية العلوم قسم الفيزياء والرياضيات من جامعة سيدني عام 1956.
حصل على درجة ماجستير العلوم في الطيران والملاحة الفضائية عام 1964، ودرجة دكتوراه العلوم عام 1964 في علم تطوير الآلات من معهد ماساتشوستس للتكنولوجيا.

## عمله
عمل رئيسًا للعلماء في شركة الفضاء التحويلية بعقد يبلغ قيمته 6 ملايين دولار بالتعاون مع ناسا لتطوير ودعم محطة الفضاء الدولية.